# تدريب الراوي
تدريب الراوي كتاب لجلال الدين السيوطي أحد أهم كتب علم مصطلح الحديث، وهو شرح لكتاب التقريب و التيسير للإمام النووي، و«التقريب» هو مختصر كتاب «الإرشاد» للإمام النووي الذي هو مختصر مقدمة ابن الصلاح للإمام أبو عمرو عثمان بن عبد الرحمن الشهرزوري الشهير بابن الصلاح.
والكتاب من مجلدين، تحقيق: طارق عوض الله، وقد أضاف _طارق عوض الله_ له مجلدًا ثالثًا وهو: «المختصر الحاوي لمهمات لتدريب الراوي» وذلك ليكون مختصرًا لكتاب التقريب.

## ملخص الكتاب
يتناول هذا الكتاب بالشرح: «متن التقريب» للإمام النووي، حيث يقوم المصنف ببيانه وشرحه شرحًا وافيًا لكل كلمة، لغة واصطلاحًا... إلخ. وقد بدأ فيه بمعنى الصحيح، وأقسامه، ومن صنف فيه، ثم تحدث عن الحسن، والضعيف. ثم عرض لبقية أقسام الحديث بمختلف الحيثيات، إلى أن وصل إلى خمسة وستين نوعًا. ويعد هذا الكتاب شرحًا لكتاب: «متن التقريب» خصوصًا، ثم لمختصر ابن الصلاح ولسائر كتب الفن عمومًا.

## نبذة عن المؤلف
الجَلَال السُّيُوطي (849-911هـ= 1445-1505م)
عبد الرحمن بن أبي بكر بن محمد ابن سابق الدين الخضيري السيوطي، جلال الدين
• إمام حافظ مؤرخ أديب. له نحو 600 مصنف، منها الكتاب الكبير، والرسالة الصغيرة.
• نشأ في القاهرة يتيما (مات والده وعمره خمس سنوات)
• ولما بلغ أربعين سنة اعتزل الناس، وخلا بنفسه في روضة المقياس، على النيل، منزويا عن أصحابه جميعا، كأنه لا يعرف أحدا منهم، فألف أكثر كتبه.
• وكان الأغنياء والأمراء يزورونه ويعرضون عليه الأموال والهدايا فيردها. وطلبه السلطان مرارا فلم يحضر إليه، وأرسل إليه هدايا فردها. وبقي على ذلك إلى أن توفي
• وقرأت في كتاب (المنح البادية - خ) أنه كان يلقب بابن الكتب، لأن أباه طلب من أمه أن تأتيه بكتاب، ففاجأها المخاض، فولدته وهي بين الكتب!.

## مقدمة المؤلف
قال المؤلف في المقدمة: «قد طال ما قيّدت في هذا الفن فوائد وزوائد، وعلقت فيه نوادر وشوارد، وكان يخطر ببالي جمعها في كتاب، ونظمها في عقد لينتفع بها الطلاب، فرأيت كتاب «التقريب والتيسير» لشيخ الإسلام الحافظ ولي الله تعالى أبي زكريا النواوي كتابًا جَلّ نفعُه، وعلا قدره، وكثرت فوائده، وغزرت للطالبين موائده، وهو مع جلالته وجلالة صاحبه وتطاول هذه الأزمان من حين وضعه لم يتصد أحد إلى وضع شرح عليه، ولا الإنابة إليه.
فقلتُ: لعل ذلك فضل ادخره الله تعالى لمن يشاء من العبيد، ولا يكون في الوجود إلا ما يريد، فقوي العزم على كتابة شرح عليه كافل بإيضاح معانيه، وتحرير ألفاظه ومبانيه، مع ذكر ما بينه وبين أصله من التفاوت في زيادة أو نقص، أو إيراد أو اعتراض، مع الجواب عنه إن كان مضيفا إليه زوائد علية، وفوائد جلية، لا توجد مجموعة في غيره، ولا سار أحد قبله كسيره، فشرعت في ذلك مستعينا بالله تعالى، ومتوكلا عليه، وحبذا ذاك اتكالا، وسميته: «تدريب الراوي في شرح تقريب النواوي»، وجعلته شرحا لهذا الكتاب خصوصا، ثم لمختصر ابن الصلاح ولسائر كتب الفن عموما».